# Alexandra Sinelnikova

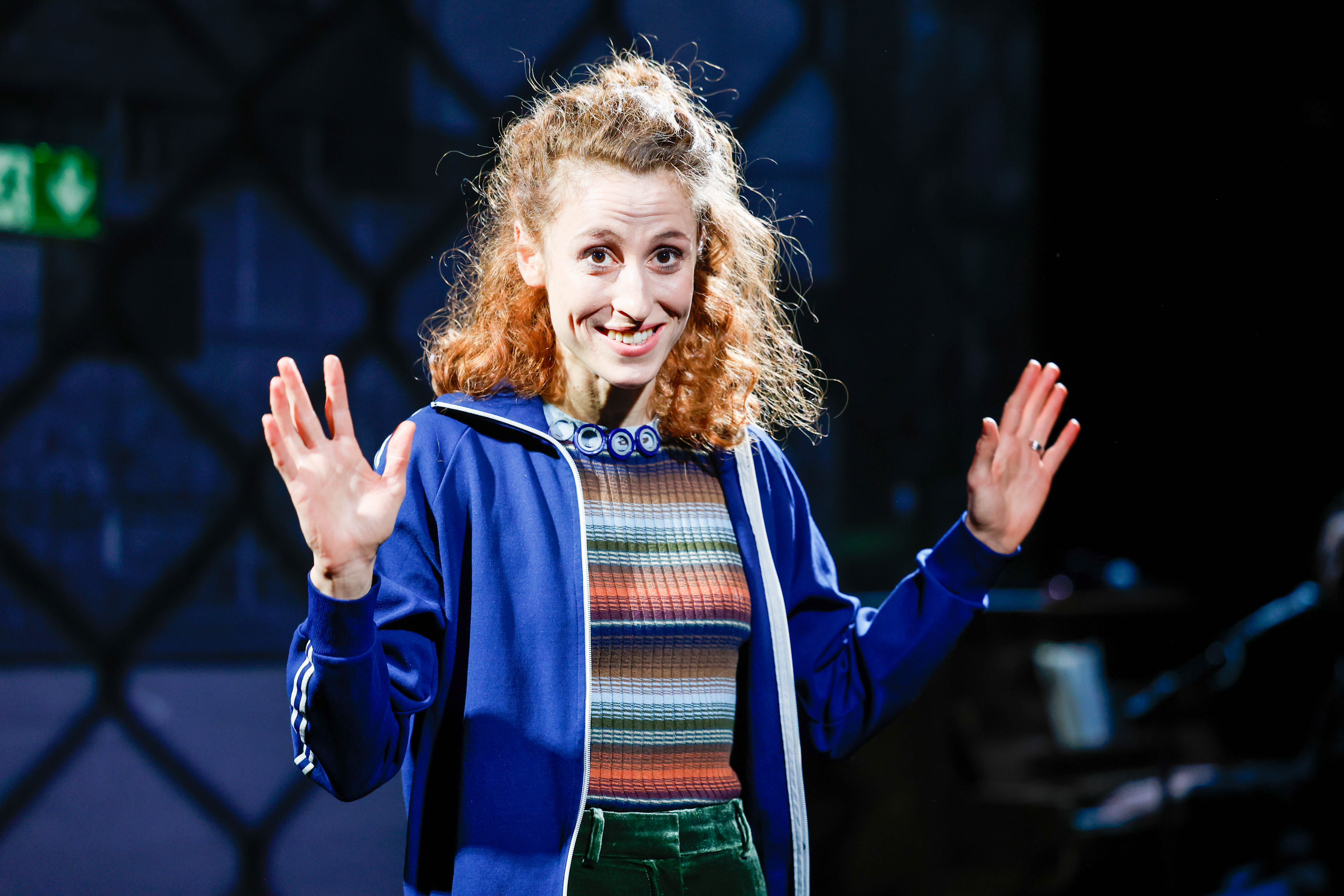
Maxim Gorki Theater, Studio Я (2023)

Alexandra Sinelnikova (* 1994 in Sankt Petersburg, Russland) ist eine deutsche Schauspielerin.

## Leben und Werk
Alexandra Sinelnikova wurde in Sankt Petersburg geboren, immigrierte mit ihrer Familie aber bereits im Alter von zwei Jahren nach Deutschland, wo sie zunächst in Niedersachsen und anschließend in Berlin aufwuchs. Erste Theatererfahrungen sammelte sie in einer russisch-jüdischen und später einer französischsprachigen Theatergruppe. Von 2013 bis 2017 absolvierte sie ein Schauspielstudium an der Hochschule für Musik und Theater „Felix Mendelssohn Bartholdy“ in Leipzig. Während der beiden letzten Jahre ihres Studiums gehörte sie dem Ensemble des Schauspielstudios am Staatsschauspiel Dresden an. Sie arbeitete unter anderem mit den Regisseuren Holk Freytag, Philipp Lux, Marco Štorman, Peter Jordan, Jan Gehler und Matthias Reichwald zusammen.
Zur Spielzeit 2017/18 wechselte Alexandra Sinelnikova in das Ensemble des Schauspiels Dortmund. Hier debütierte sie in einer Regiearbeit von Gordon Kämmerer in Biedermann und die Brandstifter/Fahrenheit 451 nach Stücken von Max Frisch und Ray Bradbury. Eine Inszenierung von Thomas Bernhards Komödie Der Theatermacher (Regie: Kay Voges), in der sie als Sarah zu sehen war, wurde beim NRW Theatertreffen 2019 mit dem Preis der Jugendjury ausgezeichnet. Daneben verkörperte sie unter anderem Frau Elvsted in Henrik Ibsens Schauspiel Hedda Gabler. Die Produktion Am Boden. Grounded (Regie: Thorsten Bihegue) war ihr erster Soloabend am Theater.
Ab 2020 lebte Alexandra Sinelnikova als freie Schauspielerin in Hamburg. Nach ersten Anfängen um 2015 trat sie vermehrt in Film- und Fernsehproduktionen auf.
Seit der Spielzeit 2022/2023 ist Alexandra Sinelnikova festes Mitglied im Ensemble des Maxim Gorki Theaters in Berlin. Erstmals zu sehen war sie dort in der Produktion Planet B in der Regie der (Co-)Autorin Yael Ronen. In der Spielzeit 2023/24 spielte sie unter anderem in Muttersprache Mameloschn mit, einem Stück über drei Generationen jüdischer Frauen in Deutschland.
Alexandra Sinelnikova ist Teil des jüdischen Künstlernetzwerkes Dagesh. Ihre ältere Schwester Natalia Sinelnikova arbeitet als Regisseurin und Drehbuchautorin.

## Theater (Auswahl)
- 2015: A Christmas Carol von Gerold Theobald, nach Charles Dickens – Regie: Holk Freytag, Staatsschauspiel Dresden
- 2016: Tschick, nach dem Roman von Wolfgang Herrndorf – Regie: Jan Gehler, Staatsschauspiel Dresden
- 2016: Michael Kohlhaas, nach der Novelle von Heinrich von Kleist – Regie: Philipp Lux, Staatsschauspiel Dresden
- 2017: Ein Volksfeind von Henrik Ibsen – Regie: Marco Štorman, Staatsschauspiel Dresden
- 2017: Biedermann und die Brandstifter/Fahrenheit 451, nach Stücken von Max Frisch und Ray Bradbury – Regie: Gordon Kämmerer, Schauspiel Dortmund
- 2018: Der Theatermacher von Thomas Bernhard – Regie: Kay Voges, Schauspiel Dortmund
- 2019: Am Boden. Grounded von George Brant – Regie: Thorsten Bihegue, Schauspiel Dortmund
- 2019: Hedda Gabler von Henrik Ibsen – Regie: Jan Friedrich, Schauspiel Dortmund
- 2023: Planet B von Yael Ronen und Itai Reicher – Regie: Yael Ronen, Maxim Gorki Theater Berlin
- 2023: Muttersprache Mameloschn von Sasha Marianna Salzmann – Regie: Hakan Savaş Mican, Maxim Gorki Theater Berlin

## Filmografie (Auswahl)
- 2015: Der unsichtbare Film – Regie: Anton Gonopolski
- 2021: Das Haus der Träume – Regie: Sherry Hormann (TV-Serie)
- 2022: Love Addicts – Regie: Arabella Bartsch (TV-Serie)
- 2022: Wir könnten genauso gut tot sein – Regie: Natalia Sinelnikova
- 2024: Münter & Kandinsky